# Werner Eschauer
Werner Eschauer, né le 26 avril 1974 à Hollenstein an der Ybbs, en Basse-Autriche, est un ancien joueur de tennis professionnel autrichien.

## Biographie
Son meilleur classement en simple est une 52e place le 27 août 2007. Aux Internationaux de France de tennis de la même année, il profite au premier tour de l'abandon du Français Alexandre Sidorenko.

## Palmarès

### Finale en simple (1)
| No | Date       | Nom et lieu du tournoi        | Catégorie   | Dotation  | Surface      | Vainqueur    | Score     |          |
| -- | ---------- | ----------------------------- | ----------- | --------- | ------------ | ------------ | --------- | -------- |
| 1  | 16-07-2007 | Dutch Open Tennis, Amersfoort | Int' Series | 391 000 $ | Terre (ext.) | Steve Darcis | 6-1, 7-61 | Parcours |

### Finale en double (1)
| No | Date       | Nom et lieu du tournoi   | Catégorie   | Dotation  | Surface      | Vainqueurs                 | Partenaire   | Score             |          |
| -- | ---------- | ------------------------ | ----------- | --------- | ------------ | -------------------------- | ------------ | ----------------- | -------- |
| 1  | 18-02-2008 | Copa Telmex Buenos Aires | Int' Series | 441 000 $ | Terre (ext.) | Agustín Calleri Luis Horna | Peter Luczak | 6-0, 66-7, [10-2] | Parcours |

## Parcours en Grand Chelem

### En simple
| Année | Open d'Australie | Open d'Australie | Roland-Garros | Roland-Garros     | Wimbledon | Wimbledon      | US Open  | US Open         |
| ----- | ---------------- | ---------------- | ------------- | ----------------- | --------- | -------------- | -------- | --------------- |
| 2000  | -                | -                | 2e tour       | Richard Krajicek  | 1er tour  | Alberto Martín | -        | -               |
| 2001  | -                | -                | -             | -                 | -         | -              | -        | -               |
| 2002  | -                | -                | -             | -                 | -         | -              | -        | -               |
| 2003  | -                | -                | -             | -                 | -         | -              | 1er tour | Agustín Calleri |
| 2004  | -                | -                | -             | -                 | -         | -              | -        | -               |
| 2005  | -                | -                | -             | -                 | -         | -              | -        | -               |
| 2006  | -                | -                | -             | -                 | -         | -              | -        | -               |
| 2007  | -                | -                | 2e tour       | Nikolay Davydenko | 2e tour   | Rafael Nadal   | 1er tour | Florent Serra   |
| 2008  | 1er tour         | Tomáš Berdych    | -             | -                 | -         | -              | -        | -               |

À droite du résultat, l'ultime adversaire.

### En double
| Année | Open d'Australie      | Open d'Australie                 | Roland-Garros | Roland-Garros | Wimbledon | Wimbledon | US Open              | US Open                  |
| ----- | --------------------- | -------------------------------- | ------------- | ------------- | --------- | --------- | -------------------- | ------------------------ |
| 2007  | -                     | -                                | -             | -             | -         | -         | 2e tour Pablo Cuevas | Jonathan Erlich Andy Ram |
| 2008  | 2e tour Florian Mayer | Lucas Arnold Ker Feliciano López | -             | -             | -         | -         | -                    | -                        |

Sous le résultat, le partenaire ; à droite, l'ultime équipe adverse.